# 스탕달

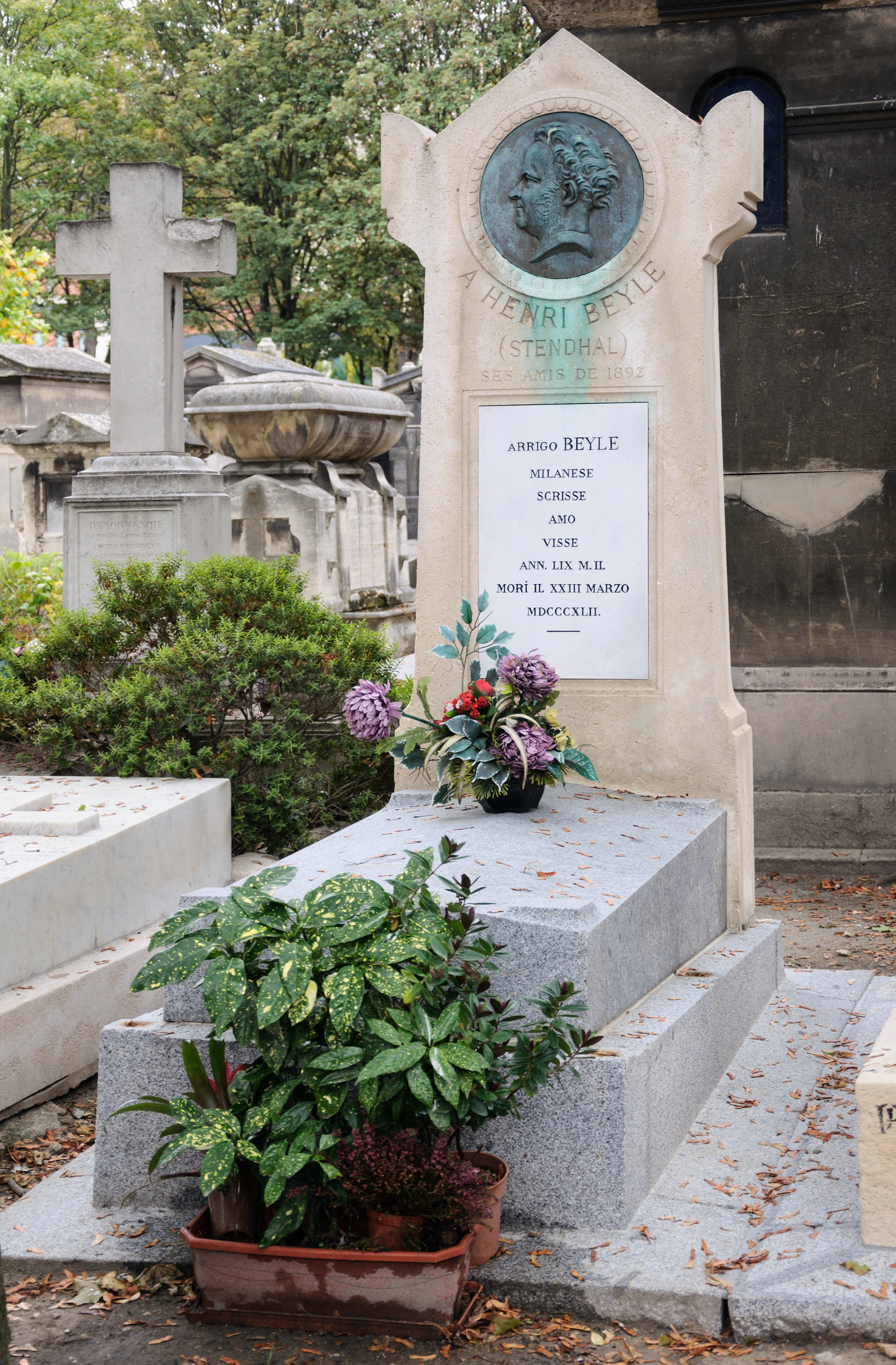
스탕달의 무덤, 몽마르트 묘지

필명 스탕달(프랑스어: Stendhal, [stɑ̃.dal], 문화어: 스땅달, 1783년 1월 23일 - 1842년 3월 23일)로 더 잘 알려진 마리앙리 벨(프랑스어: Marie-Henri Beyle)은 그르노블에서 태어나 파리 1구에서 뇌졸중으로 사망한 프랑스의 작가다. 소설 ≪적과 흑≫, ≪파르마의 수도원≫으로 특히 잘 알려졌다.
스탕달은 그의 인생을 몽상하는 데에, “행복의 추구”에, 예술과 사랑에 바치고자 했다. 그러나 이와 정반대로 그는 다사다난한 삶을 살게 된다. 정말 사랑하던 어머니의 죽음 이후로 그는 자신이 경멸하던 아버지, 그리고 사랑하던 할아버지와 함께 그르노블에서 살면서 억압적인 유년 시절을 겪게 되고 그로 인해 고통받는다.
프랑스 육군 중사로 예편한 그는 프랑스 사실주의 문학의 시조로, 나폴레옹의 이탈리아 원정 이래 이탈리아 예찬자가 되었으며, 독특한 연애관에 의한 최초의 소설 ≪아르망스≫를 써서 문단에 등장했다. 최초의 사실주의 소설이라고 불리는 ≪적과 흑≫을 써서 왕정복고기의 특권계급에 도전했고, ≪파르므의 승원≫에서는 전제군주에 대하여 날카로운 비판을 퍼부었다.

## 생애

### 생애 초반
스탕달은 그르노블에서 의회의 변호사 셰뤼뱅 벨(Chérubin Beyle, 1747-1819)과 앙리에트 가뇽(Henriette Gagnon)의 아들로 태어났으며 여동생 1명이 있었다.
7세 때 어머니를 잃은 그는 애정을 주지 않는 완고한 아버지, 위선적이고 까다로운 숙모, 엄격하기만 한 가정교사 신부 밑에서 굴욕적이고 증오에 찬 소년시절을 보냈다. 그는 과묵하고 경건하며 위선적이고 금전 문제만 생각하는 자신의 아버지를 경멸했다. 그에 의하면 자신의 아버지를 "상상력이 없는" 인물이라 평하였다.
대신 어머니 쪽 친척인 가니용 가의 사람들로부터 정신적 영향을 받으며 자랐는데, 그 중에서도 외할아버지 앙리 가뇽(Henri Gagnon)으로부터 18세기 계몽주의 사상의 영향을 받았다. 그의 가장 절친한 친구는 그의 여동생 폴린(Pauline)이었다. 그는 여동생 폴린과 1800년대 초 10년간 편지 서신을 주고 받았다.

### 청년기
1796년 11월 21일 대안학교인 에콜 센트랄 그르노블(école centrale de Grenoble)에 입학했다. 1799년 10월 에콜 폴리테크니크에 입학했다.
16세 때 나폴레옹 군대에 입대하였으나, 1814년 나폴레옹이 추방되자 군대를 그만두었다. 모차르트·로시니의 음악과 이탈리아 미술을 좋아하였으며, 각지를 여행하면서 소설·평론·여행기 등을 썼다. 정열적인 이탈리아의 풍물을 사랑하였고, 자신처럼 아무것도 구속받지 않고, 자기의 행복을 쫓는 정열적인 주인공이 등장하는 소설을 썼다. 대표작으로 <적과 흑> <파르므의 승원> 등이 있다. 그는 사람 마음의 움직임을 아무리 보기 싫은 것이라도 있는 그대로 표현하여, 발자크와 함께 리얼리즘(사실주의)의 개척자로 알려졌다. 생전에는 거의 아무에게도 인정받지 못하였으나, 지금은 프랑스 19세기 최대의 작가로 손꼽히며, 그의 문학을 '벨리슴'이라고도 부른다. 《글로벌 세계대백과사전》
1821년 6월 이탈리아를 떠나 파리로 돌아왔다. 1827년 첫 소설 《아르망세 (Armance)》를 출간했으나 별 주목을 받지 못했다. 1830년 무렵 이탈리아로 떠났다. 1831년 오스트리아 트리에스테의 영사가 되었다.

### 생애 후반
1839년 3월 고향으로 돌아왔고, 그해 4월 6일, 《라 세르투즈 드 파르메》가 출간되어 큰 성공을 거두었다.(18개월 만에 1,200부 판매) 같은 해 12월 《라베스 데 카스트로》와 다른 세 권의 연대기를 썼다. 그 동안 그는 《라미엘, 장미와 베르》(미완성 유작)를 쓰기 시작했고, 《나폴레옹의 생애》를 다시 시작했다. 1839년 8월 10일 치비타베키아로 돌아왔다. 이후 그는 갑자기 심하게 아팠고, 1840년 1월 1일 실신하기도 했다. 1841년 3월 또 한 번 뇌졸중을 앓았다. 10월 21일 그는 휴양을 위해 파리로 돌아왔다.
그는 신병으로 1842년 3월 뇌출혈로 사망하였다. 상당 부분의 삶을 이탈리아에서 보낸 스탕달은 스스로 이탈리아를 제 2의 고향으로 사랑하며 묘비명에 자신을 '밀라노인'이라고 표기하게 했다.

### 감성적 인생
스탕달의 죽음을 둘러싼 상황은 가정과 사회에서 행복을 얻는 전통적 비결을 마음에 항상 간직하고 있으면서도 거기에 결코 따르지 않은(또는 따르지 못했던) 한 사람의 생애를 상징하는 것으로 쉽게 해석할 수 있다. 그는 일정한 주소나 직업을 가져본 적이 없었다. 그에게는 집도 자식도 없었고, 심지어는 애인도 없었다고 말할 수 있다.
스탕달은 예술이 추구하는 목표는 이상적 아름다움이며 거울과 같이 자연을 있는 그대로 재현하는 것에 있다고 보았다.
1808년에 누이 폴린(그는 폴린에게 모든 것을 숨김 없이 털어놓았고, 마르세유와 독일에서 많은 편지를 써보냈음) 마저 결혼한 뒤에는, 사실상 가족 하나 없는 혈혈단신이 되었다. 그러나 천성적으로 친밀한 관계를 갈망했고 대다수 사람보다 훨씬 더 간절히 우정을 유지하려 애썼다. 그런데도 오늘날 입수할 수 있는 모든 문서 자료에 따르면, 그의 친구들은 그에게 진정한 공감을 거의 보이지 않았고, 그의 본성을 전혀 이해하지 못했던 것 같다. 따라서 앙리 벨의 가장 근본적인 삶(그의 생각과 환상, 감정의 전기)은 '스탕달'이라는 이름으로 발표한 소설 속에서 영위되었다고 할 수 있다. 이 책들은 근본적으로 같은 젊은이의 같은 이야기를 다루고 있다. 소설들은 서로 다른 무대 속에 펼쳐진 앙리 벨의 환상이며, 어른이 되기를 거부하는 한 젊은이의 이야기이다. 소설 주인공인 젊은이의 매력은 주위 사람들에게 영향을 주고, 그들을 매혹시키고, 그들의 마음 속에 질투심을 심어주기도 한다. 그의 주인공들(〈적과 흑〉의 쥘리앵, 〈파르므의 승원〉의 파브리스, 〈아르망스〉의 옥타브)은 각기 다른 사회에 나타나 다른 공동체의 일원이 되지만, 그들의 욕망과 감수성 및 그들이 필요로 하는 것은 모두 똑같다. 그들은 스탕달이 상상하는 스탕달 자신이며, 따라서 이 소설들은 일종의 자서전이다. 그는 이런 소설로써 자신의 감정을 달랬다.

### 평가
스탕달의 전기작가들은 그의 성격과 그가 종사한 직업의 다양한 측면을 묘사하면서, 끊임없이 '실패'라는 낱말을 사용했다. 그는 연인으로도 실패했고, 군인으로도 실패했으며, 작가라는 천직에서도 실패했다. 그러나 오늘날에는 거의 모든 비평가들이 그를 발자크·플로베르와 더불어 19세기 프랑스의 가장 중요한 작가로 인정하고 있다. 젊은 독자층, 특히 프랑스·영국·미국의 젊은 독자들은 발자크나 플로베르보다 스탕달한테서 훨씬 더 솔직한 이야기를 듣는 것 같다. 스탕달의 글은 수많은 역설적 갈등과 욕망이 뒤섞인 그의 인간성과 생각을 놀랄 만큼 많이 반영하고 있다. 그는 '행복한 소수'는 인습에 얽매이지 않은 사람, 비굴함 속에서는 행복을 찾지 못하는 사람, 감각과 본능이 이끄는 대로 따라가는 사람들이다. 그의 소설에 나오는 주인공들은 자신이 살고 봉사하는 세계에 반항하는 인물로 제시되어 있다. 행복을 추구하는 과정에서 스탕달은 세계를 맞서 싸워야 할 적으로 간주하고, 세계와 싸울 때는 세계가 적이라는 사실을 충분히 인식해야 한다고 생각했다.

### 저서

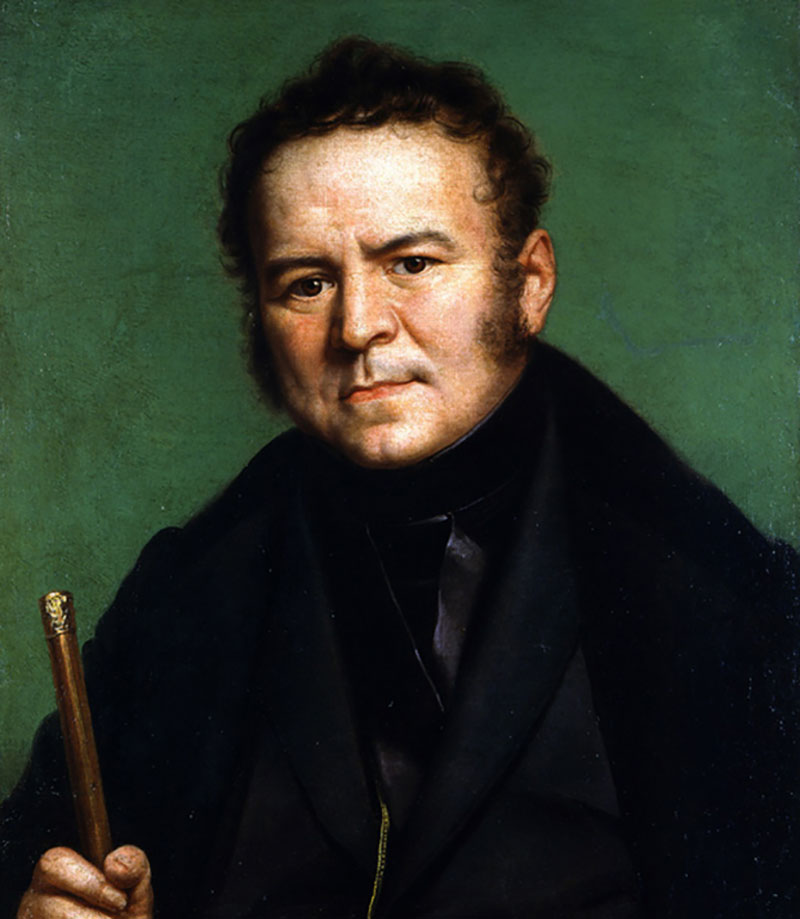
스탕달 초상화 (1835년작)

- 《연애론 De l'amour》(1822)
- 《라신느와 셰익스피어 Racine et Shakespeare》(1823~1825)
- 《아르망스 Armance》(1827)
- 《로마 산책 Promenade dans Rome》(1829)
- 《적과 흑 Le Rouge et le Noir》(1830)
- 《앙리 브륄라르의 생애 Vie de Henri Brulard》(1835~1836)
- 《파르므의 승원 La Chartreuse de Parme》(1840)

## 같이 보기
- 쥘리앵 소렐, ≪적과 흑≫의 주인공
- 스탕달 증후군

## 참고 문헌
- Green, F. C. (2011년 6월 16일). 《Stendhal》. Cambridge University Press. ISBN 978-1-107-60072-0.
- Martin, Brian Joseph (2011). 《Napoleonic Friendship: Military Fraternity, Intimacy, and Sexuality in Nineteenth-century France》. UPNE. ISBN 978-1-58465-944-0.
- Maurevert, Georges (1922). 《Le Livre Des Plagiats》 (프랑스어). A. Fayard & cie.
- Nietzsche, Friedrich Wilhelm (1973). 《Beyond Good and Evil: Prelude to a Philosophy of the Future》. 번역 Hollingdale, R. J. Penguin. ISBN 978-0-14-044267-0.
- Nietzsche, Friedrich Wilhelm (2004년 1월 1일). 《Twilight of the Idols and the Antichrist》. 번역 Common, Thomas. Courier Corporation. ISBN 978-0-486-43460-5.
- Talty, Stephan (2009년 6월 2일). 《The Illustrious Dead: The Terrifying Story of How Typhus Killed Napoleon's Greatest Army》. Crown. ISBN 978-0-307-45975-6.
- Stendhal; Del Litto, Victor; Abravanel, Ernest (1970). 《Vies de Haydn, de Mozart et de Métastase》 (프랑스어) 41. le Cercle du bibliophile.
- Adams, Robert M., Stendhal: Notes on a Novelist. New York, Noonday Press, 1959.
- Alter, Robert, A Lion for Love: A Critical Biography of Stendhal. Basic Books, 1979 (USA); Stendhal. A Biography. George Allen & Unwin, 1980 (UK). written in collaboration with Carol Cosman.
- Blum, Léon, Stendhal et le beylisme. Paris, Paul Ollendorf, 1914.
- Dieter, Anna-Lisa, Eros - Wunde - Restauration. Stendhal und die Entstehung des Realismus, Paderborn: Wilhelm Fink, 2019 (Periplous. Münchener Studien zur Literaturwissenschaft).
- Jefferson, Ann. Reading Realism in Stendhal (Cambridge Studies in French). Cambridge University Press, 1988.
- Keates, Jonathan. Stendhal. London, Sinclair-Stevenson, 1994.
- Levin, Harry. Toward Stendhal. New York, 1945.
- Richardson, Joanna. Stendhal. London, Victor Gollancz, 1974.
- Tillett, Margaret. Stendhal: The Background to the Novels. Oxford University Press, 1971.